# 9. ročník udílení Critics' Choice Television Awards
9. ročník udílení cen Critics' Choice Television Awards se konal dne 13. ledna 2019 na letišti v Santa Monice v Kalifornii. Nominace byly oznámeny 10. prosince 2018.

## Vítězové a nominovaní
Tučně jsou označeni vítězové.
| Nejlepší seriál | Nejlepší seriál |
| Nejlepší komediální seriál | Nejlepší dramatický seriál |
| --- | --- |
| The Marvelous Mrs. Maisel (Amazon) - Atlanta (FX) - Barry (HBO) - Dobré místo (NBC) - Kominského metoda (Netflix) - Průměrňákovi (ABC) - Den za dnem (Netflix) - Schitt’s Creek (Pop) | Takoví normální Američané (FX) - Volejte Saulovi (AMC) - Dobrý boj (CBS All Access) - Homecoming (Amazon) - Na mušce (BBC America) - Geniální přítelkyně (HBO) - Pose (FX) - Boj o moc (HBO) |
| Nejlepší limitovaný seriál | Nejlepší televizní film |
| The Assassination of Gianni Versace: American Crime Story (FX) - Americký vandal (Netflix) - Útěk z vězení v Dannemoře (Showtime) - Génius – Picasso (NatGeo) - Ostré předměty (HBO) - Skandál po anglicku (Amazon) | Jesus Christ Superstar Live in Concert (NBC) - Chladné přijetí (HBO) - Král Lear (Amazon) - Má večeře s Hervém (HBO) - Zápisky z terénu (HBO) - Příběh (HBO) |
| Nejlepší animovaný seriál | |
| BoJack Horseman (Netflix) - Čas na dobrodružství (Cartoon Network) - Archer (FXX) - Bobovy burgery (Fox) - Simpsonovi (Fox) - Městečko South Park (Comedy Central) | |
| Nejlepší herectví v komediálním seriálu | |
| Nejlepší herec | Nejlepší herečka |
| Bill Hader jako Barry Berkman / Barry Block – Barry - Hank Azaria jako Jim Brockmire –Brockmire - Ted Danson jako Michael – Dobré místo - Michael Douglas jako Sandy Kominsky – Kominského metoda - Donald Glover jako Earnest "Earn" Marks – Atlanta - Jim Parsons jako Sheldon Cooper – Teorie velkého třesku - Andy Samberg jako Jake Peralta – Brooklyn 99                                                         | Rachel Brosnahanová jako Miriam Maisel – The Marvelous Mrs. Maisel - Rachel Bloom jako Rebecca Bunch – Crazy Ex-Girlfriend - Allison Janney jako Bonnie Plunkett – Máma - Justina Machado jako Penelope Alvarez – Den za dnem - Debra Messing jako Grace Adler – Will a Grace - Issa Rae jako Issa Dee – Nesvá |
| Nejlepší herec ve vedlejší roli | Nejlepší herečka ve vedlejší roli |
| Henry Winkler jako Gene Cousineau – Barry - William Jackson Harper jako Chidi Anagonye – Dobré místo - Sean Hayes jako Jack McFarland – Will a Grace - Brian Tyree Henry jako Alfred "Paper Boi" Miles – Atlanta - Nico Santos jako Mateo Fernando Aquino Liwanag – Superstore - Tony Shalhoub jako Abraham "Abe" Weissman – The Marvelous Mrs. Maisel                                                                 | Alex Borsteinová jako Susie Myerson – The Marvelous Mrs. Maisel - Betty Gilpin jako Debbie Eagon – GLOW: Nádherné ženy wrestlingu - Laurie Metcalf jako Jackie Harris – The Conners - Rita Moreno jako Lydia Riera – Den za dnem - Zoe Perry jako Mary Cooper – Malý Sheldon - Annie Potts jako Constance "Connie" Tucker ţ Malý Sheldon - Miriam Shor jako Diana Trout – Znovu 20                                                 |
| Nejlepší herectví v dramatickém seriálu | |
| Nejlepší herec | Nejlepší herečka |
| Matthew Rhys jako Philip Jennings – Takoví normální Američané - Freddie Highmore jako Dr. Shaun Murphy – Dobrý doktor - Diego Luna jako Félix Gallardo – Narcos: Mexiko - Richard Madden jako David Budd – Bodyguard - Bob Odenkirk jako Jimmy McGill – Volejte Saulovi - Billy Porter jako Pray Tell – Pose - Milo Ventimiglia jako Jack Pearson – Tohle jsme my                                                      | Sandra Oh jako Eve Polastri – Na mušce - Jodie Comer jako Villanelle / Oksana Astankova – Na mušce - Maggie Gyllenhaal jako Eileen Merrell / "Candy" – The Deuce: Špína na Manhattanu - Elisabeth Mossová jako Offred/June Osbourne – Příběh služebnice - Elizabeth Olsen jako Leigh Shaw – Sorry for Your Loss - Julia Roberts jako Heidi Bergman – Homecoming - Keri Russell jako Elizabeth Jennings – Takoví normální Američané |
| Nejlepší herec ve vedlejší roli | Nejlepší herečka ve vedlejší roli |
| Noah Emmerich jako Stan Beeman – Takoví normální Američané - Richard Cabral jako Johnny "El Coco" Cruz – Zákon gangu: Mayové - Asia Kate Dillon jako Taylor Amber Mason – Miliardy - Justin Hartley jako Kevin Pearson – Tohle jsme my - Matthew Macfadyen jako Tom Wamsgans – Boj o moc - Richard Schiff jako Dr. Aaron Glassman – Dobrý doktor - Shea Whigham jako Thomas Carrasco – Homecoming                      | Thandie Newton jako Maeve Millay – Westworld - Julia Garner jako Ruth Langmore – Ozark - Rhea Seehorn jako Kim Wexler – Volejte Saulovi - Dina Shihabi jako Hanin Ali – Jack Ryan - Yvonne Strahovski jako Serena Joy Waterford – Příběh služebnice - Holly Taylor jako Paige Jennings – Takoví normální Američané |
| Nejlepší herectví v televizní filmu/limitovaném seriálu | |
| Nejlepší herec | Nejlepší herečka |
| Darren Criss jako Andrew Cunanan – The Assassination of Gianni Versace: American Crime Story - Antonio Banderas jako Pablo Picasso – Génius – Picasso - Paul Dano jako David Sweat – Útěk z vězení v Dannemoře - Benicio del Toro jako Richard Matt – Útěk z vězení v Dannemoře - Hugh Grant jako Jeremy Thorpe – Skandál po anglicku - John Legend jako Ježíš Kristus – Jesus Christ Superstar Live in Concert        | Amy Adams jako Camille Preaker – Ostré předměty - Patricia Arquette jako Tilly Mitchell – Útěk z vězení v Dannemoře - Connie Britton jako Debra Newell – Dirty John - Carrie Coon jako Vera Walker – Hříšnice - Laura Dern jako Jennifer Fox – Příběh - Anna Deavere Smith v různých rolích – Zápisky z terénu |
| Nejlepší herec ve vedlejší roli | Nejlepší herečka ve vedlejší roli |
| Ben Whishaw jako Norman Josiffe – Skandál po anglicku - Brandon Victor Dixon jako Jidáš Iškariotský – Jesus Christ Superstar Live in Concert - Eric Lange jako Lyle Mitchell – Útěk z vězení v Dannemoře - Alex Rich jako mladý Pablo Picasso – Génius – Picasso - Peter Sarsgaard jako Martin Schmidt – The Looming Tower - Finn Wittrock jako Jeff Trail – The Assassination of Gianni Versace: American Crime Story | Patricia Clarkson jako Adora Crellin – Ostré předměty - Ellen Burstyn jako Nadine "Nettie" Fox – Příběh - Penélope Cruz jako Donatella Versace – The Assassination of Gianni Versace: American Crime Story - Julia Garner jako Terra Newell – Dirty John - Judith Light jako Marilyn Miglin – The Assassination of Gianni Versace: American Crime Story - Elizabeth Perkins jako Jackie O'Neill – Ostré předměty                   |